# Západokarpatská operace
Západokarpatská operace (12. leden – 18. únor 1945) byl strategický útok sovětských, československých a rumunských vojsk na východní frontě během druhé světové války.
Počátkem roku 1945 probíhaly v Maďarsku úporné boje, pří kterých Rudá armáda obsadila většinu Panonské nížiny. V hornatém území Slovenska a jižního Polska v prostoru Karpat na začátku roku 1945 probíhaly pouze boje místního významu. Vojska po předchozích útočných operacích doplňovala síly a prostředky a připravovala se na rozhodující úder na nacistické Německo. 1. československý armádní sbor se připravoval k útoku z postavení na řece Ondavě.
Západokarpatská operace byla zahájena stejně jako související Viselsko-oderská operace 12. ledna 1945. Jestliže při hlavním útoku na berlínském směru útočící vojska prolomila německou obranu a rychle postupovala územím Polska na západ, v případě západokarpatské operace byla útočící vojska nucena překonávat obranu protivníka v obtížném hornatém terénu a tempo postupu bylo mnohem pomalejší.
Útok prováděly útvary 4. ukrajinského frontu, na území jihovýchodního Slovenska útočilo pravé křídlo 2. ukrajinského frontu, doplněné o dvě rumunské armády. Útoku se účastnil i 1. československý armádní sbor, jehož pěší brigády bojovaly na Slovensku, dělostřelectvo a tanková brigáda útočily severněji v Polsku. Zde se čs. dělostřelci vyznamenali v bitvě u Jasla, po ní byli staženi zpět na Slovensko k hlavním silám sboru.
Hlavní směr útoku na severní straně hor vedl na města Bílsko-Bělá a Krakov, vedlejší směr útoku na slovenská území Spiše a Liptova. Na polské straně se útočící vojska probojovala prakticky k severní hranici Slovenska a vytvořila si nástupiště k další ofenzívě na Oravu a Ostravsko. Vojska 4. a 2. ukrajinského frontu osvobodila po těžkých bojích přibližně východní polovinu slovenského území. Nejtěžší boje podstoupila čs. vojska v lednu na Branisku, které trvaly tři dny. Byla osvobozena oblast Slovenského rudohoří, počátkem února narazily útočící jednotky na úporně se bránící německá a maďarská vojska v oblasti Vysokých a Nízkých Tater. Klíčovým bodem dalšího postupu se stal Liptovský Mikuláš ležící v údolí mezi Tatrami. Zde se fronta v polovině února prakticky zastavila.
Po skončení operace a odpočinku útočících vojsk byl obnoven útok na Liptovský Mikuláš. Sovětským a československým vojákům se nakrátko podařilo město obsadit, ale byli protiútokem vytlačení a o město a okolí se rozpoutaly měsíc trvající tvrdé boje se střídavým úspěchem.